# Суборбитален космически полет
Суборбитален космически полет е такъв космически полет, при който летателният апарат не достига т. нар. първа космическа скорост (7,91 км/сек.) и не излиза в околоземна орбита, т.е. не се превръща в изкуствен спътник на Земята.

## Определение
Международната федерация по аеронавтика (FAI <=> Federation Aeronautique Internationale) регламентира суборбиталния космически полет като навлизане в космическото пространство, при което достигнатата височина на полета трябва да бъде по-голяма от 100 км. Това е така, защото според световната научна общност границата на атмосферата е точно сто километра – т. нар. Линия на Карман (на името на американския физик от унгарски произход Теодор фон Карман (на англ. Theodore Von Karman), който през 50-те години на 20-ти век предлага дефиницията за космическо пространство. 
При суборбитален космически полет летателният апарат описва гигантска балистична крива, навлиза в космическото пространство, т.е преодолява височина повече от 100 км и се приземява на известно разстояние от точката на изстрелване, без при това да извърши пълна обиколка около Земята. Задължително условие е полетът да бъде част от космическа програма – национална, международна или частна, а не от военна – изпитание и полет на междуконтинентална балистична ракета. Според друго определение, предложено от USAF, за астронавт се признава всеки, надминал границата от 50 мили (80467 м) височина на полета. На пилотите, преминали тази граница, (по Програмата X-15) се дава званието „астронавт на USAF“ и се награждават с почетен знак „Астронавтски крила на USAF“. Международната федерация по аеронавтика FAI, както и НАСА, не признават тези полети за суборбитални космически полети (с изключение на два такива, които са преминали границата от 100 км, показани по-долу в текста).

## Видове суборбитални полети
Най-общо суборбиталните полети могат да се диференцират по два основни признака:

### Пилотирани и непилотирани полети
Пилотирани суборбитални космически полети са тези, при които на борда на летателния апарат има човек. При непилотираните полети са възможни два варианта:
1. Безпилотен суборбитален космически полет – автоматичен полет (управляван от Земята или роботизиран);
2. Непилотиран суборбитален космически полет – на борда на летателния апарат няма човек, но има друго живо същество (най-често човекоподобна маймуна, или пък куче).

### Планирани и непланирани полети
1. Планиран суборбитален космически полет – полет, осъществен в планов порядък, т.е. замислен и изпълнен като такъв;
2. Непланиран суборбитален космически полет – най-кратко може да бъде описан като неуспешен опит за орбитален космически полет. При такъв полет най-често става дума за някаква авария в летателния апарат или възникване на други форсмажорни обстоятелства, които възпрепятстват достигането на околоземна орбита.

## Известни суборбитални космически полети

### ПрограмаX-15
В експерименталната програма X-15 са осъществени два суборбитални космически полета:
1. Полет 90 на 19 юли 1963 г. с пилот Джо Уокър достига височина от 106 км.;
2. Полет 91 на 22 август 1963 г. с пилот Джо Уокър достига височина от 108 км.

Общото време в космоса при двата полета е 22 минути.

### Програма Мъркюри
В първата американска космическа програма са осъществени както пилотирани, така и непилотирани суборбитални космически полети:
- Непилотирани полети:

1. Безпилотни (автоматични) полети: Мъркюри 1А на 19 декември 1960 г. достига височина 210 км.
2. Непилотирани полети: Мъркюри 2 с шимпанзето Хам на борда достига височина 251 км на 31 януари 1961 г.

- Пилотирани полети:

1. Мъркюри 3 – старт на 5 май 1961 г. Космическият кораб, пилотиран от Алън Шепърд достига височина от 187,5 км. Астронавтът прекарва около четвърт час в космическото пространство;
2. Мъркюри 4 – старт на 21 юли 1961 г. Космическият кораб, пилотиран от Върджил Грисъм достига височина от 190 км. Астронавтът прекарва около четвърт час в космическото пространство.

### ПрограмаДжемини
По програмата Джемини е извършен един безпилотен суборбитален космически полет на 19 януари 1965 г. от кораба Джемини 2.

### ПрограмаMOL
Първият и единствен безпилотен суборбитален космически полет по програмата Пилотирана орбитална лаборатория е осъществен на 3 ноември 1966 г. Космическия кораб Джемини 2 извършва 33-минутен полет. За капсулата Джемини 2 това е втори изпитателен полет след първия на 19 януари 1965 г. Това е първият летателен апарат в света, достигнал два пъти околоземна орбита.

### ПрограмаАполо
По програмата Аполо са осъществени пет безпилотни суборбитални полета: SA-1, SA-2, SA-3, SA-4 и AS-201.

### ПрограмаСоюз
Союз 18а осъществява непланиран суборбитален полет заради повреда в ракетата-носител Союз на 5 април 1975 г. Василий Лазарев и Олег Макаров достигат височина от 192 км и се приземяват аварийно на заснежен планински склон в Алтай. Космонавтите са спасени благодарение на работата на системата за аварийно спасяване. Продължителността на техния полет е 21 минути и 27 сек.

### ПрограмаСпейс шип уан
По тази програма са извършени три пилотирани суборбитални космически полета:
1. На 21 юни 2004 г. Майк Мелвил достига височина 100,12 км.;
2. На 29 септември 2004 г. Майк Мелвил достига височина 102,93 км.;
3. На 4 октомври 2004 г. Браян Бини достига височина 112 км.

Тези три полета по Програмата СпейсШипУан са официално признати от FAI за суборбитални космически полети. Това е първата частна космическа програма, която успява да осъществи такива полети.